# وانغ هاو (لاعب شطرنج)
وانغ هاو (بالصينية: 王皓) هو لاعب شطرنج صيني، ولد في 4 أغسطس 1989 في هاربن في الصين.

## وصلات خارجية
- وانغ هاو على موقع الاتحاد الدولي للشطرنج (الإنجليزية)
- وانغ هاو على موقع مباريات الشطرنج (الإنجليزية)
- وانغ هاو على موقع 365Chess.com (الإنجليزية)
- وانغ هاو على موقع Chesstempo.com (الإنجليزية)
- وانغ هاو سجل أولمبياد الشطرنج على موقع OlimpBase.org (الإنجليزية)
- وانغ هاو على موقع اللجنة الأولمبية الصينية (الإنجليزية)